# Ardisia aurantiaca
Ardisia aurantiaca är en viveväxtart som beskrevs av Cyrus Longworth Lundell. Ardisia aurantiaca ingår i släktet Ardisia och familjen viveväxter. Inga underarter finns listade i Catalogue of Life.